# Schopenhauer Wald

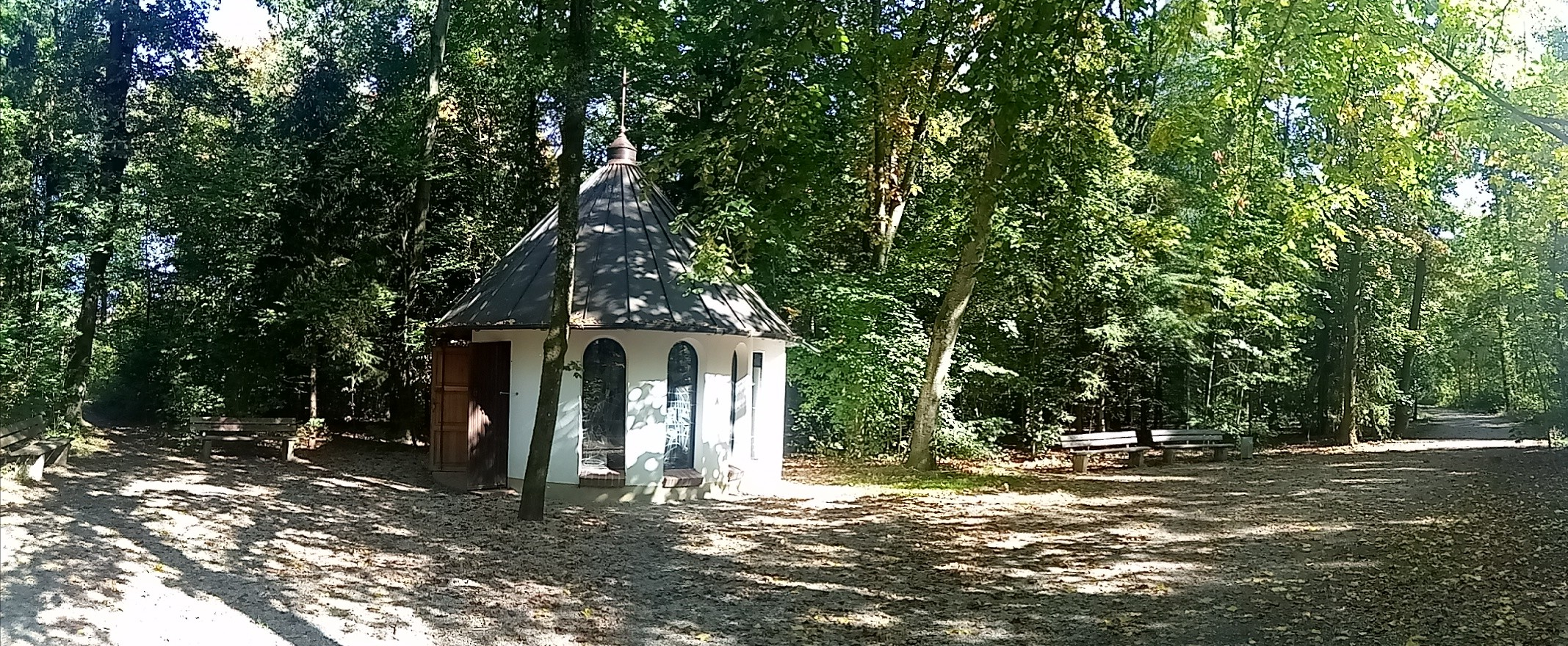
Elisabethkapelle im Schopenhauer Wald.

Der Schopenhauer Wald ist ein 7,5790 Hektar großer Wald in der oberbayerischen Gemeinde Neubiberg.

## Bedeutung
Der Wald hat eine West-Ost-Ausdehnung von rund 600 Metern, von Norden nach Süden misst er lediglich zwischen 100 und 150 Metern. Er ist der zweitgrößte Wald auf dem Gebiet der Gemeinde. Während der größere Bahnhofswald jedoch sowohl auf dem Territorium Neubibergs als auch auf dem der südlichen Nachbargemeinde Ottobrunn liegt, gehört der Schopenhauer Wald komplett zu Neubiberg. An der nördlichen Waldgrenze verläuft auch die administrative Grenze zu München-Waldperlach. Er bildet ein kleines, jedoch nahegelegenes Naherholungsgebiet für den Großteil der Bewohner Neubibergs und auch Waldperlachs. Im Westteil des Waldes steht ein 1987 errichtetes Feldkreuz und die 1992 errichtete Elisabethkapelle. Im Mittelteil befindet sich ein Kinderspielplatz. Im Ostteil befindet sich ein Feuchtbiotop mit fünf Teichen, errichtet mit Unterstützung der Gemeinde 1983/1984 vom Landesverband für Amphibien- und Reptilienschutz, der Ortsgruppe des Bund Naturschutz, und dem Verein Natur und Umwelt Südost.

## Geschichte
Zusammen mit anderen Flächen wurde der Schopenhauer Wald am 1. März 1973 von der Gemeinde erworben. Aus dem Wirtschaftsplan von 1977: „Zu 2/3 besteht dieser Distrikt aus völlig verwilderten Windwurfflächen, die teilweise schon 1949 vorhanden waren.“. Auf Bitten der Bevölkerung entschied sich der Gemeinderat am 14. April 1976 dafür, den Schopenhauer Wald „aufgrund seiner besonderen Lage im Wohnbereich der bebauten Ortsteile Neubiberg und Waldperlach zu einem Zentrum der Erholung für die Bevölkerung“ zu gestalten.

## Namensgebung
Der Name des Waldes geht mit hoher Wahrscheinlichkeit auf Oskar Schloss zurück. Dieser wuchs in Trier als frommer Jude auf, die Familie rechnete sich dem konservativen Judentum zu. Ausgelöst durch die Lektüre Arthur Schopenhauers, dessen Schrift Die Welt als Wille und Vorstellung das Schlüsseldokument für den Buddhismus in Deutschland ist, wandte er sich ab etwa 1910 dem Buddhismus zu. Um 1915 verlegte er seinen Wohnsitz nach Neubiberg und kaufte dort ein großes Grundstück, das im Norden an den Schopenhauer Wald, im Süden an die Schopenhauerstraße grenzt. Dort betrieb er den Mitte der 1920er Jahre bedeutendsten Verlag für buddhistische Literatur, den Oskar Schloss Verlag.
Der für Neubiberg völlig ungewöhnliche Name der Straße und des Waldes kann kaum anders als auf einen Wunsch von ihm an die Gemeinde zurückgehen.

## Aktionen
Im Frühjahr 2017 wurden in einer dreiwöchigen Fäll-Aktion durch die Bayerischen Staatsforsten ca. 30 % des Baumbestandes im Schopenhauer Wald aufgrund von massiven Schäden durch Trockenheit und Eschentriebsterben gefällt.